# چوزن جیکوبس
چوزن جیکوبس (به انگلیسی: Chosen Jacobs)، متولد ۱ ژوئیه ۲۰۰۱، هنرپیشه، موزیسین و خواننده آمریکایی است.جیکوبس بیشتر برای بازی در نقش ویل گروور در سریال هاوایی فایو-زیرو و مایک هنلن در فیلم ترسناک آن شناخته می‌شود. از دیگر آثاری که جیکوبس در آن‌ها به ایفای نقش پرداخته، می‌توان به سریال کسل راک و مجموعه تلویزیونی زنان آمریکایی اشاره کرد.